# Corey Albano
Corey Anthony Albano (New York, 28 luglio 1975) è un ex cestista statunitense con cittadinanza italiana.

## Palmarès
- Eurolega: 1

Panathinaikos: 2001-02